# Радоман, Игорь Владимирович
И́горь Влади́мирович Радома́н (31 июля 1921, Русино, БССР — 3 апреля 1992, Москва) — советский художник-живописец, портретист, пейзажист, автор монументальных росписей и натюрмортов; заслуженный деятель искусств РСФСР (1982).

## Биография
В 1948 г. окончил с отличием Художественный институт им. В. И. Сурикова, где учился у Игоря Грабаря, Владимира Фаворского, Александра Дейнеки.
С 1945 года — экспонент выставок. Член Московского союза художников с 1944. В 1948—1952 гг. преподавал живопись, рисунок и композицию в институте Прикладного и декоративного искусства.
Похоронен на Ваганьковском кладбище.

## Творчество
Создал монументальные росписи Московского метро (две фрески на станции «Киевская», 1953), железнодорожного вокзала в Харькове (1951 — 4 плафона аванзала), Центрального дома авиации и космонавтики (1950 — 54 фигуры; 1955 — триптих, 64 м2) и др. Оформлял Советские павильоны на Международных выставках в Пекине (1954 — 4 панно, 400 м2) и Лейпциге (1952). Выполнял государственные заказы на историко-революционные картины.
Другие монументальные работы:
- панно «Наблюдение солнечного затмения в Алма-Ате» (1943—1944, Московский планетарий)
- «Праздник победы» (1947, Центральный дом пионеров)
- «Дружба народов», «Слава мастерам искусств» (1949, ГИТИС)
- «Балет», «Народный танец» (1953, Дворец культуры химиков, Воскресенск)
- роспись стены (1955, Одесский дом офицеров, 40 м2)

Известен портретной живописью (портреты А. С. Серафимовича, В. А. Солоухина, Л. П. Дербенёва, Н. А. Обуховой, Л. В. Целиковской, И. М. Бриля, В. Е. Цигаля, Т. Радимовой, С. А. Щербакова, Г. К. Жукова, К. К. Рокоссовского, И. Н. Кожедуба).
Персональные выставки состоялись в Москве в 1968, 1978, 1981, 2004 (Музей Востока), 2009 (галерея «СОВКОМ»).
Произведения хранятся в Государственной Третьяковской галерее, Государственном историческом музее, Музее искусств Узбекистана, Центральном музее Великой Отечественной войны; в частных собраниях.